# Owczy Upłaz

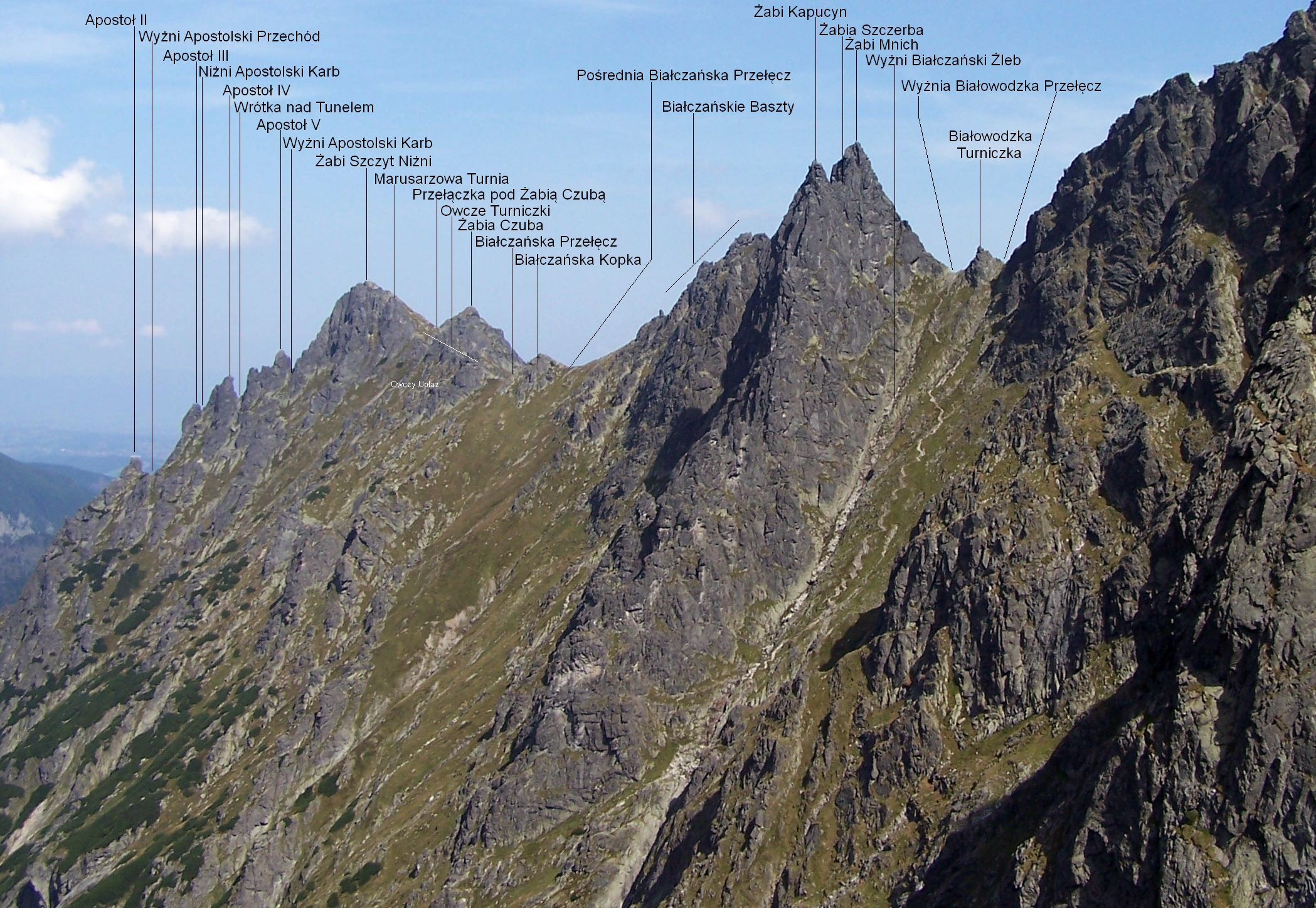
Owczy Upłaz wśród opisanych obiektów

Owczy Upłaz (niem. Schäferlehne, słow. Ovčí úplaz, węg. Juhász-lanka) – środkowa część zachodnich stoków Owczych Turniczek w polskich Tatrach Wysokich. Stoki te opadają do Czarnostawiańskiego Kotła i skalnego progu pomiędzy Czarnym Stawem pod Rysami i Morskim Okiem. Owczy Upłaz jest trawiasto-piarżysty i ciągnie się od Owczego Żlebu po Białczański Żleb. Po bokach ograniczony jest grzędami, od dołu poderwany jest skalnymi ściankami o wysokości dochodzącej do 100 m. Z jego środkowej części opada jeszcze jedna grzęda.
Przez Owczy Upłaz prowadzą taternickie drogi dojściowe na Żabią Grań. Obecnie jednak Owczy Upłaz znajduje się na obszarze ochrony ścisłej, poza rejonem dopuszczonym do uprawiania taternictwa (można go uprawiać na południe od Białczańskiej Przełęczy).
Autorem nazwy jest Władysław Cywiński.